# De Cock en het lijk aan de kerkmuur
De Cock en het lijk aan de kerkmuur is het twaalfde deel van de De Cock-serie.

## Verhaal
Tegen de muur van de Zuiderkerk ligt een dode zwerver. Rechercheurs De Cock en Vledder zien dat hij er vredig bij ligt met gevouwen handen en zien geen sporen van geweld. Politiefotograaf Bram van Wielingen suggereert balorig het lijk meteen aan de vuilverbranding prijs te geven, maar dat gaat De Cock te ver. Hij is wel verbaasd dat schouwarts Den Koninghe een autopsie wil. De Cock blijft achter met een vooroorlogs fotootje met aan de achterzijde Louise, 19 jaar, dat afkomstig was uit een zak van de dode man. 
Naar aanleiding van een krantenbericht meldt zich Abigaïl van Maanenfeldt op de recherchekamer. Ze denkt dat het lijk Archibald zou kunnen zijn, de oudere broer van haar overleden vader. Haar tante Heleentje is onlangs overleden, maar haar oom leidde al een zwervend leven en was ook al niet op haar begrafenis. Later in het sectielokaal bevestigt ze het lijk als dat van haar oom Archibald.
Vervolgens wordt de gearresteerde Johannes Brouwer het politiebureau aan de Warmoesstraat binnengebracht. De Cock kent hem beter als Jopie Snuf en hij is in het bezit van een pond hasjiesj en de portefeuille van Archibald van Maanenfeldt. De zaak van de hasj draagt De Cock over aan de Narcoticabrigade, maar het onderzoek naar de portefeuille is voor hem. Maar Jopie wil niets van een moord weten en biecht op een dode man te hebben beroofd. Hij mag zijn zonden in een politiecel overdenken. De Cock gaat met Vledder en de politiefoto’s van het gevonden lijk naar Smalle Lowietje. De caféhouder herkent de man op de foto als ‘De Baron’, een aan lager wal geraakte toneelspeler, die beweerde van verarmde adel te zijn.
Dokter Rusteloos haalt bij sectie een injectienaald uit het hart van de zwerver. De doodsoorzaak is een overdosis opium, recht in het hart gespoten. Tot hun verbazing zitten De Cock en Vledder nu wel degelijk opgescheept met een moord. Ze besluiten naar ’s-Gravenhekje 37 te gaan, alwaar Abigaïl een schoonheidssalon exploiteert. Ze worden ter plekke ontvangen door Raymond Verbruggen, een Belg en tevens haar verloofde. Ze praten bij met Abigaïl, die flauw valt als ze hoort dat oom Archibald aan een intracardiale injectie met opium is overleden. Bij hun wandeling terug naar het bureau worden ze aangesproken door Grote Pier, alias Eduard Jelle Douwinga, een Fries uit Olde Mirum. Hij woonde drie maanden met de Baron, die zijn vriend was, in een kraakpand . Volgens de papieren die hij bij zich droeg, heette de Baron “ Van Maanenfeldt”. Grote Pier beschuldigt anonieme drugsdealers van de moord. De Cock pakt nu Jopie Snuf hard aan. Hij beschuldigt hem van de moord op de Baron, maar Jopie ontkent, boos en verdrietig.
De Cock wordt bij commissaris Buitendam ontboden om de klachten van Abigaïl haar moeder aan te horen. Ze is de weduwe van Adriaan, de jongere broer van Archibald. De Cock bijt van zich af en zij valt flauw. De commissaris ontfermt zich over haar en stuurt De Cock zijn kamer uit. Nadat Jopie Stuf zelfmoord heeft gepleegd in zijn politiecel, bezoeken de rechercheurs zijn moeder, die insuline blijkt te spuiten. Ze beweert stellig dat de Baron een vriend van haar Jopie was. Ze waren samen bezig met een zeer lucratieve zaak. De Cock besluit dat het tijd wordt de villa in Blaricum te gaan bezoeken van “de Baron”, Schapendrift 79. De Cock komt weer eens zonder sleutel binnen en stuit daar op een neef van Archibald, de 25jarige wees Archibald van Wheerlingen. Neef Archibald woont al een maand in de villa. Hij gebruikt het als onderduikadres, omdat iemand hem probeert om te brengen. Hij beschuldigt de bestuurder van een groene Citroën. Vlak na de dood van tante Heleentje is haar huishoudelijke hulp Martha op de fiets doodgereden. De Cock ontdekt spuitplekken in de linkerarm van jonge Archibald.
Terug op het bureau wacht al drie uur Louise de Graaf. Ze denkt dat de gevonden dode haar man zou kunnen zijn, Ferdinand Ferkades, een oud toneelspeler, waarvan ze al zeventien jaar gescheiden leeft. De Cock geeft haar de foto, die hij op het lijk is gevonden. De grijze rechercheur beseft dat hij nog niets heeft opgelost. Vledder denkt daar anders over. Inmiddels heeft een tweede getuige, ene heer Verpoorten, het lijk geïdentificeerd als oom Archibald. De twee rechercheurs staan nu lijnrecht tegenover elkaar. Vledder houdt “de baron” op oom Archibald, De Cock houdt het op de toneelspeler. Nicht Abigaïl blijft bij haar verklaring en steunt dus Vledder. Dan zien de rechercheurs een groene Citroën ds 21 van Raymond Verbruggen voorbij rijden.
In de kamer van commissaris Buitendam gaat De Cock wederom in de aanval. Hij beschuldigt de moeder van Abigaïl, Aleida, van overspel met haar zwager. Haar dochter Abigaïl heeft Archibald als vader, niet Adriaan. Ze is 290 dagen na de dood van haar vader geboren. En Aleida gaat onderuit. Grote Pier komt een koffer met de laatste bezittingen van de Baron brengen, een schminkkist. Er in zit een foto van oom Archibald, met snor. Binnen bij commissaris Buitendam maakt De Cock gedwongen kennis met het hoofd van de Narcoticabrigade, hoofdinspecteur Everhardt. De schoonheidssalon aan het ’s-Gravenhekje is een uitdeelpost van drugs, die al maanden wordt geobserveerd. De Cock krijgt desgevraagd de desbetreffende anonieme tip op een servetje overhandigd. De technische recherche krijgt opdracht de schmink uit de koffer van de Baron, die Lange Pier bij De Cock had afgeleverd, te matchen met die op het servetje. Bovendien krijgt rechercheur Robert Antoine van Dijk opdracht de koffer van de baron met Louise te ruilen voor oude liefdesbrieven. De Cock wil aan handschriftanalyse gaan doen.
Beide rechercheurs rijden terug naar de villa in Blaricum, waar ze nogmaals huiszoeking doen. De Cock ziet tot zijn verbazing dat er geen gras meer groeit tussen de terrastegels. De ontboden dokter Rusteloos vindt onder de tegels het lijk van Archibald, die al een half jaar dood is, maar slechts een dag of 10 onder de tegels kan liggen. Zijn schedel blijkt ingeslagen. Bij het ’s-Gravenhekje 37 wordt vervolgens neef Archibald aangetroffen, met een hoofdwond. Hij wordt levend naar het ziekenhuis gebracht, terwijl De Cock zich afvraagt hoe de narcoticajongens dit hebben kunnen missen?
Via Smalle Lowietje krijgt De Cock via Azen Appie een tip over een groot heroïnetransport dat vanuit Marseille in IJmuiden zal aankomen. Opdrachtgever Raymond Verbruggen. De Cock brengt zijn collega’s op de hoogte. Maar hij legt Vledder uit dat het een tweede-keuze tip is. De Cock wilde de moordenaar van ‘De Baron’. Daar blijkt in de penoze dus niets van bekend. Intussen ontsnapt neef Archibald uit het ziekenhuis. De Cock vreest dat aan het ’s-Gravenhekje 37 de ontknoping zal gaan plaatsvinden. De twee rechercheurs verschaffen zich via het apparaatje van de Cock toegang tot het pand. Ter plekke constateert De Cock dat het pand een achteruitgang heeft aan de Peperstraat, hetgeen de narcoticabrigade ontgaan was. In het pandencomplex vinden ze de groene Citroën, hasj en andere zaken. Op het moment dat Dick Vledder de binnengekomen Raymond met getrokken pistool wil arresteren, wordt hij neergeschoten. De Cock moet zijn collega nu beschermen, maar na 20 jaar onthouding, durft hij niet zelf te schieten. Toch klinkt er een schot, neef Archibald heeft de Belg doodgeschoten.
De nabespreking bij De Cock brengt rozen voor Dick Vledder, ook van zijn tevens aanwezige collega Van Dijk. Dick heeft zijn rechterarm in een mitella. De Narcoticabrigade greep naast het heroïnetransport, omdat het schip 2 uur te vroeg aankwam. De complete handel verdween naar de Peperstraat. De Cock legt uit hoe de zaak echt in elkaar steekt. Aleida leert via haar dochter Abigaïl Raymond kennen. Laatstgenoemde zoekt een rijk man om zijn drugshandel te financieren, waar oom Archibald wel oren naar heeft. Maar zijn neef Archibald, zelf verslaafd, vindt het zo schokkend dat hij zijn oom met een kandelaber dood slaat. Neef Archibald en tante Heleen verbergen het lijk tussen de kolen. Martha, ongeneeslijk ziek, weet van de moord en ze chanteert zwijggeld ten gunste van haar invalide zuster Maria. Martha wil nog meer geld, waarna ze door neef Archibald wordt doodgereden. Maar dan heeft Martha tante Aleida al ingeseind. Tante Aleida wil dan het lijk van oom Archibald van zijn neef, maar de neef zegt dat het al verbrand is. Als Archibald van Maanenfeldt dood wordt verklaard, erft haar dochter vrijwel alles. Als Jopie Snuf en ‘De Baron’ zich op een dag melden aan het ’s-Gravenhekje, ziet ze de gelijkenis en een nieuwe mogelijkheid. Maar voordat Jopie Snuf beseft wat de grote slag inhoudt, vindt hij het lijk van zijn dode vriend bij de kerkmuur. Na lang heen en weer gepraat vraagt mevrouw De Cock wie ‘De Baron’ dan wel heeft vermoord?
De Cock legt uit dat Grote Pier dat heeft gedaan. Hij was jaloers dat hij zijn vriend Jopie Snuf met ‘De Baron’ moest delen. Maar hij maakte fouten. Zijn vingerafdrukken zaten op de spuit, die hij als belastend bewijs in Blaricum achter liet. De Cock heeft die ochtend in het kraakpand aan de Zanddwarsstraat Eduard Jelle Douwinga gearresteerd.